# اما هیس
اما هیس (انگلیسی: Emma Hayes؛ زادهٔ ۱۸ اکتبر ۱۹۷۶) بازیکن فوتبال اهل انگلستان است.
از باشگاه‌هایی که در آن بازی کرده‌است می‌توان به چلسی اشاره کرد.